# Paulkerrita
La paulkerrita és un mineral de la classe dels fosfats que pertany i dona nom al grup de la paulkerrita. Rep el nom en honor de Paul Francis Kerr (Helmet, Califòrnia, EUA, 12 de gener de 1897 - Chicago, Illinois, EUA, 27 de febrer de 1981), professor de mineralogia a la Universitat de Colúmbia, Nova York.

## Característiques
La paulkerrita és un fosfat, una espècie mineral que va ser validada per l'Associació Mineralògica Internacional l'any 1984. La seva fórmula química va ser redefinida l'any 2023, passant a ser (H₂O)KMg₂Fe₂Ti(PO₄)₄(OF)(H₂O)₁₀⋅4H₂O, així com el sistema en que cristal·litza, passant de l'ortoròmbic al monoclínic. La seva duresa a l'escala de Mohs és 3.
Segons la classificació de Nickel-Strunz pertany a «08.DH: Fosfats amb cations de mida mitjana i gran, (OH, etc.):RO₄ < 1:1» juntament amb els següents minerals: minyulita, leucofosfita, esfeniscidita, tinsleyita, jahnsita-(CaMnFe), jahnsita-(CaMnMg), jahnsita-(CaMnMn), keckita, rittmannita, whiteïta-(CaFeMg), whiteïta-(CaMnMg), whiteïta-(MnFeMg), jahnsita-(MnMnMn), kaluginita, jahnsita-(CaFeFe), jahnsita-(NaFeMg), jahnsita-(NaMnMg), jahnsita-(CaMgMg), manganosegelerita, overita, segelerita, wilhelmvierlingita, juonniïta, calcioferrita, kingsmountita, montgomeryita, zodacita, arseniosiderita, kolfanita, mitridatita, pararobertsita, robertsita, sailaufita, mantienneïta, benyacarita, xantoxenita, mahnertita, andyrobertsita, calcioandyrobertsita, englishita i bouazzerita.

## Formació i jaciments
Va ser descoberta als Estats Units, concretament a l'àrea de la mina Bagdad, a la localitat de Hillside, dins el comtat de Yavapai (Arizona). També ha estat descrita al Marroc, Portugal, Alemanya i la República Txeca.